# Armas Toivonen
Armas Adam Toivonen (Halikko, 20 januari 1899 – Helsinki, 12 september 1973) was een Finse marathonloper. Hij nam eenmaal deel aan de Olympische spelen en veroverde bij die gelegenheid de bronzen medaille. Hij was ook gedurende veertien jaar houder van het nationale record op de marathon.

## Loopbaan
Toivonen behaalde olympisch brons op de Olympische Spelen van 1932 in Los Angeles, waar hij uitkwam op zijn favoriete onderdeel, de marathon. Hij realiseerde er met 2:32.12 zijn beste tijd ooit, maar kon desondanks niet voorkomen dat de wedstrijd werd beheerst door de pas twintig jaar oude Argentijn Juan Carlos Zabala, die hem op de finish met 2:31.36, een olympisch record, ruim een halve minuut was voorgebleven. Ook de meervoudig Britse kampioen Sam Ferris kwam, ondanks een sterke eindfase, aan de finish met zijn eindtijd van 2:31.55 altijd nog negentien seconden te kort op de ontketende Argentijn.
Twee jaar later, tijdens de Europese kampioenschappen in Turijn, leverde Toivonen zijn grootste prestatie door op de marathon de gouden medaille te veroveren. Vanwege de drukkende warmte tijdens de wedstrijd bereikten van de vijftien gestarte deelnemers er negen de finish. Toivonen achterhaalde na 30 kilometer de leidende Zweed Thore Enochsson. Hij finishte ten slotte met een voorsprong van twee minuten op de Zweed in 2:52.29.

## Titels
- Europees kampioen marathon - 1934

## Persoonlijk record
| Onderdeel | Prestatie              | Datum           | Plaats      |
| --------- | ---------------------- | --------------- | ----------- |
| marathon  | 2:32.12 (ex-nat. rec.) | 7 augustus 1932 | Los Angeles |

## Palmares

### 25 km
- 1930:  Stockholmsloppet - 1:26.43
- 1931:  Stockholmsloppet - 1:26.48

### marathon
- 1931:  marathon van Viipuri - 2:35.55,8
- 1932:   Finnish Olympic Trials - 2:35.50,2
- 1932:  OS - 2:32.12
- 1934:  EK - 2:52.29
- 1938:  marathon van Karhula - 2:44.29 (te kort parcours)